# Parosphromenus
Parosphromenus – rodzaj słodkowodnych ryb okoniokształtnych z rodziny guramiowatych (Osphronemidae). Niektóre gatunki są hodowane w akwariach.

## Klasyfikacja
Gatunki zaliczane do tego rodzaju:
| - Parosphromenus alfredi - Parosphromenus allani - Parosphromenus anjunganensis - Parosphromenus bintan - Parosphromenus deissneri – sumatrzak Deissnera - Parosphromenus filamentosus – sumatrzak płomykoogonowy - Parosphromenus gunawani - Parosphromenus harveyi - Parosphromenus linkei - Parosphromenus nagyi – sumatrzak Nagya - Parosphromenus opallios | - Parosphromenus ornaticauda - Parosphromenus pahuensis - Parosphromenus paludicola - Parosphromenus parvulus - Parosphromenus phoenicurus - Parosphromenus quindecim - Parosphromenus rubrimontis - Parosphromenus sumatranus - Parosphromenus tweediei |